# پیترافرانتسانا
پیترافرانتسانا (به ایتالیایی: Pietraferrazzana) یک کومونه در ایتالیا است که در استان کییتی واقع شده‌است.

## خصوصیات
پیترافرانتسانا ۴ کیلومترمربع مساحت و ۱۳۳ نفر جمعیت دارد و ۳۵۷ متر بالاتر از سطح دریا واقع شده‌است.